# Ronald Valverde
Ronald Leonardo Valverde Grau (ur. 16 listopada 1985) – peruwiański zapaśnik walczący w stylu wolnym. Zajął ósme miejsce na igrzyskach panamerykańskich w 2019. Brązowy medalista mistrzostw Ameryki Południowej w 2016 i 2017. Piąty na igrzyskach boliwaryjskich w 2017. Trzeci na mistrzostwach panamerykańskich juniorów w 2004 roku.